# Giorgio Furlan
Giorgio Furlan (Treviso, 9 maart 1966) is een Italiaans voormalig wielrenner, beroeps van 1989 tot 1998. Furlan won grote wedstrijden waaronder klassiekers als Milaan-San Remo en de Waalse Pijl, en de rittenkoersen Tirreno-Adriatico en Ronde van Zwitserland. In 1990 werd Furlan bovendien Italiaans kampioen op de weg bij de beroepsrenners. 
Na zijn actieve carrière werd Furlans naam echter in verband gebracht met dopingzaken, mede omdat hij onder behandeling had gestaan van de omstreden arts Michele Ferrari. In 1999 werden in de woning van Furlan in Florence ook dopingmiddelen gevonden.

## Belangrijkste overwinningen
1986
- 4e etappe Ronde van Luxemburg

1990
- Italiaans kampioenschap op de weg, Elite
- GP Città di Camaiore

1991
- Coppa Bernocchi

1992
- Waalse Pijl
- Ronde van Toscane
- 2e etappe Ronde van Zwitserland
- Ronde van Zwitserland
- 2e etappe Criterium International

1993
- 2e etappe Ronde van Zwitserland

1994
- Milaan-San Remo
- 2e etappe Criterium International
- Critérium International
- 2e etappe Tirreno-Adriatico
- 6e etappe Tirreno-Adriatico
- 7e etappe Tirreno-Adriatico
- Tirreno-Adriatico
- Trofeo Pantalica
- 1e etappe Ronde van Romandië

1995
- 2e etappe Ronde van Zwitserland

## Resultaten in voornaamste wedstrijden
| Jaar | Ronde van Italië | Ronde van Frankrijk | Ronde van Spanje |
| ---- | ---------------- | ------------------- | ---------------- |
| 1989 |                  |                     |                  |
| 1990 | 126e             |                     |                  |
| 1991 | 60e              |                     |                  |
| 1992 | 19e (1)          |                     |                  |
| 1993 | 12e (1)          |                     |                  |
| 1994 | opgave           | 58e                 |                  |
| 1995 | 34e              |                     | opgave           |
| 1996 | opgave           |                     | 43e              |
| 1997 |                  | 74e                 | 78e              |
| 1998 | 62e              |                     |                  |

| Jaar | Milaan-San Remo | Ronde van Vlaanderen | Amstel Gold Race | Luik-Bast.‑Luik | Ronde van Lombardije | Waalse Pijl | Rund um den Henninger-Turm |  | WK op de weg |  | Wereldranglijsten |
| ---- | --------------- | -------------------- | ---------------- | --------------- | -------------------- | ----------- | -------------------------- |  | ------------ |  | ----------------- |
| 1989 | 92e             |                      |                  |                 |                      |             |                            |  |              |  |                   |
| 1990 | 76e             | 109e                 | 69e              |                 |                      |             |                            |  |              |  |                   |
| 1991 | 42e             |                      | 78e              |                 | 28e                  | 13e         |                            |  |              |  |                   |
| 1992 | 59e             |                      | 50e              | 8e              |                      | ↑           |                            |  |              |  |                   |
| 1993 | 6e              |                      | 9e               | 7e              | ↑                    | 23e         | 6e                         |  | 22e          |  | 6e (UWB)          |
| 1994 | ↑               |                      | 15e              | ↑               | 20e                  | ↑           |                            |  | 22e          |  | 5e (UWB)          |
| 1995 | 119e            |                      | 24e              |                 |                      | 65e         | 45e                        |  |              |  |                   |
| 1996 | 72e             | 43e                  | 46e              | 35e             | 39e                  | 19e         |                            |  |              |  |                   |
| 1997 |                 |                      |                  |                 |                      |             |                            |  |              |  |                   |
| 1998 |                 |                      |                  |                 |                      |             |                            |  |              |  |                   |